# Вілл Феррелл
Джон Ві́льям (Вілл) Фе́ррелл (англ. John William 'Will' Ferrell, нар. 16 липня 1967, Ервайн, Каліфорнія) — американський актор комедійного амплуа. Найбільшу популярність принесло шоу «Суботнього вечора в прямому ефірі», фільми «Ніч у Роксбері» (1998), «Старе загартування» (2003), «Ельф» (2003), «Телеведучий» (2004), «Бий та кричи» (2005), «Рікі Боббі: Король дороги» (2006), «Персонаж» (2006), «Напівпрофесіонал» (2008), «Зведені брати» (2008), «Загублений світ» (2009).

## Біографія
Народився в Ервайн, Каліфорнія, США. Мати вчителька, батько Лі Феррелл, клавішник з гурту The Righteous Brothers. Має ірландське коріння.
У 2000 році одружився зі шведською акторкою Вівекою Полін (Вівека Бірґітта Полін-Феррелл), яка народила трьох синів. Цікавиться американським футболом і соккером («європейський футбол»), вболіває за «Челсі».

## Фільмографія

### Актор
| Рік       |    | Українська назва                                     | Оригінальна назва                               | Роль                            |
| --------- | -- | ---------------------------------------------------- | ----------------------------------------------- | ------------------------------- |
| 1995—2015 | с  | Суботнього вечора у прямому ефірі                    | Saturday Night Live                             | різні ролі                      |
| 1995      | с  |                                                      | On Our Own                                      | будівельник                     |
| 1995      | с  | Грейс у вогні                                        | Grace Under Fire                                | людина на нараді                |
| 1995      | с  | Неодружені чоловіки і незаміжні жінки                | Living Single                                   | сусід з пекла 1                 |
| 1995      | тф | Відро крові                                          | A Bucket of Blood                               | молодий чоловік                 |
| 1996      | ф  | Бандитські душі                                      | Criminal Hearts                                 | телекоментатор                  |
| 1997      | ф  | Чоловік шукає жінку                                  | Men Seeking Women                               | Ел                              |
| 1997      | ф  | Остін Паверс: Міжнародна людина-загадка              | Austin Powers: International Man of Mystery     | Мустафа                         |
| 1997      | мс | Му та Ципа                                           | Cow and Chicken                                 | фермер / астронавт 2            |
| 1997—2009 | с  | Пізня ніч з Конаном О'Браєном                        | Late Night with Conan O'Brien                   | Джордж В. Буш / Скуб-а-Дуб      |
| 1997      | мс | Злюки бобри                                          | The Angry Beavers                               | вибивала                        |
| 1998      | мс | Геркулес                                             | Hercules                                        | Герйон                          |
| 1998      | ф  | Ніч у Роксбері                                       | A Night at the Roxbury                          | Стів Бутабі                     |
| 1998      | ф  | Тонка рожева лінія                                   | The Thin Pink Line                              | Дпррен Кларк                    |
| 1999      | ф  | Королі рока                                          | The Suburbans                                   | Гіл                             |
| 1999      | ф  | Остін Паверс: Шпигун, який мене спокусив             | Austin Powers: The Spy Who Shagged Me           | Мустофа                         |
| 1999      | ф  | Подруги президента                                   | Dick                                            | Боб Вудворт                     |
| 1999      | ф  | Суперзірка                                           | Superstar                                       | Скай Корріган / Ісус            |
| 1999      | мс | Цар гори                                             | King of the Hill                                | тренер Лукас                    |
| 1999      | мс | Казкові історії для всіх дітей                       | Happily Ever After: Fairy Tales for Every Child | жебрак Мамет                    |
| 2000—2001 | мс | Гріфіни                                              | Family Guy                                      | різні ролі                      |
| 2000      | с  | Незнайомці з Кенді                                   | Strangers with Candy                            | Боб Вітелі                      |
| 2000      | ф  | Втопимо Мону!                                        | Drowning Mona                                   | Каббі                           |
| 2000      | ф  | Дамський угодник                                     | The Ladies Man                                  | Ленс Делуне                     |
| 2001      | ф  | Джей і мовчазний Боб завдають удару у відповідь      | Jay and Silent Bob Strike Back                  | маршал Вілленголлі              |
| 2001      | ф  | Зразковий самець                                     | Zoolander                                       | Джекобім Мугату                 |
| 2001      | мс | Облонги                                              | The Oblongs...                                  | Боб Облонг                      |
| 2001      | с  | Невизначився                                         | Undeclared                                      | Дейв                            |
| 2002      | ф  | Морська пригода                                      | Boat Trip                                       | Майкл                           |
| 2003      | ф  | Старе загартування                                   | Old School                                      | Френк                           |
| 2003      | ф  | Ельф                                                 | Elf                                             | Бадді                           |
| 2003      | с  | Захисник                                             | The Guardian                                    | адвокат Ларрі Флуд              |
| 2003      | кф | MTV: Перезавантаження                                | MTV: Reloaded                                   | архітектор                      |
| 2004      | кф | Розмова з Роном Борганді                             | Conversation with Ron Burgundy                  | Рон Борганді                    |
| 2004      | в  | Прокиньтеся, Рон Бургунді: Втрачений фільм           | Wake Up, Ron Burgundy: The Lost Movie           | Рон Борганді                    |
| 2004      | ф  | Старскі і Гатч                                       | Starsky & Hutch                                 | Великий Ерл                     |
| 2004      | ф  | Телеведучий: Легенда про Рона Борґанді               | Anchorman: The Legend of Ron Burgundy           | Рон Борганді                    |
| 2004      | ф  | Мелінда та Мелінда                                   | Melinda and Melinda                             | Хобі                            |
| 2005      | ф  | Історія Вендела                                      | The Wendell Baker Story                         | Дейв                            |
| 2005      | ф  | Бий і кричи                                          | Kicking & Screaming                             | Філ Вестон                      |
| 2005      | ф  | Чаклунка                                             | Bewitched                                       | Джек Ваятт / Деррін             |
| 2005      | ф  | Непрохані гості                                      | Wedding Crashers                                | Чезз Рейнголд                   |
| 2005      | ф  | Проживаючи зиму                                      | Winter Passing                                  | Корбіт                          |
| 2005      | ф  | Продюсери                                            | The Producers                                   | Франц Лебкінд                   |
| 2006      | ф  | Ріккі Боббі: Король дороги                           | Talladega Nights: The Ballad of Ricky Bobby     | Рікі Боббі                      |
| 2006      | ф  | Персонаж                                             | Stranger Than Fiction                           | Гарольд Крік                    |
| 2006      | мф | Цікавий Джордж                                       | Curious George                                  | Тед - людина в жовтому капелюсі |
| 2007      | кф | Порядок                                              | The Procedure                                   | Боб                             |
| 2007      | кф | Хороший поліцейський, дитячий поліцейський           | Good Cop, Baby Cop                              | Енджел                          |
| 2007      | кф | Землевласник                                         | The Landlord                                    | наймодавець                     |
| 2007      | ф  | Леза слави                                           | Blades of Glory                                 | Чезз Майкл Майклс               |
| 2007      | с  |                                                      | The Naked Trucker and T-Bones Show              | Чак Біллсон                     |
| 2008      | с  |                                                      | Saturday Night Live: Weekend Update Thursday    | Джордж В. Буш                   |
| 2008      | кф | Зелена команда                                       | Green Team                                      | Арнольд Даркшнер                |
| 2008      | ф  | Напівпрофесіонал                                     | Semi-Pro                                        | Джекі Мун                       |
| 2008      | ф  | Зведені брати                                        | Step Brothers                                   | Бреннан Гафф                    |
| 2009      | ф  | Загублений світ                                      | Land of the Lost                                | доктор Рік Маршалл              |
| 2009      | ф  | Продавець                                            | The Goods: Live Hard, Sell Hard                 | Макдермонтт                     |
| 2009      | с  | Губка Боб Квадратні Штани                            | SpongeBob SquarePants                           | Вілл Феррелл                    |
| 2009—2012 | с  | На дні                                               | Eastbound & Down                                | Ешлі Шейффер                    |
| 2010      | с  | Брати Карпет                                         | Carpet Bros                                     | Грант                           |
| 2010      | с  | П'яна історія                                        | Drunk History                                   | Авраам Лінкольн                 |
| 2010      | с  | Не телебачення, а просто кошмар!                     | Tim and Eric Awesome Show, Great Job!           | Дональд Маганаган               |
| 2010—2011 | с  | Телеканал «Гори у Пеклі»                             | Funny or Die Presents...                        | Вілл / Грант                    |
| 2010—2012 | с  | 30 потрясінь                                         | 30 Rock                                         | Шейн Хантер                     |
| 2010      | ф  | Копи на підхваті                                     | The Other Guys                                  | Аллен Гембл                     |
| 2010      | ф  | Усе чудово                                           | Everything Must Go                              | Нік Гелсі                       |
| 2010      | мф | Мегамозок                                            | Megamind                                        | Мегамозок                       |
| 2010      | кф | Президентське возз'єднання                           | Presidential Reunion                            | Джордж В. Буш                   |
| 2010      | кф | Копи на підхваті                                     | The Other Guys NYPD Recruitment Video           | Аллен Гамбл                     |
| 2010      | кф |                                                      | Peace on Earth/Little Drummer Boy               | Девід Бові                      |
| 2011      | кф | Боротьба за ваше право                               | Fight for Your Right Revisited                  | Ad-Rock (B-Boys 2)              |
| 2011      | мф | Мегамозок: Кнопка загибелі                           | Megamind: The Button of Doom                    | Мегамозок                       |
| 2011      | с  | Папанатос                                            | Papanatos                                       |                                 |
| 2011      | с  | Офіс                                                 | The Office                                      | Деанджело Вікерс                |
| 2012—2013 | с  | Конан                                                | Conan                                           | Рон Борганді                    |
| 2012      | ф  | Фільм на мільярд доларів Тіма та Еріка               | Tim and Eric's Billion Dollar Movie             | Деміен Вібс                     |
| 2012      | ф  | У будинку батька                                     | Casa de mi Padre                                | Армандо                         |
| 2012      | ф  | Брудна кампанія за чесні вибори                      | The Campaign                                    | Кемден «Кем» Брейді             |
| 2013      | ф  | Стажери                                              | The Internship                                  | продавець матрасів              |
| 2013      | ф  | Телеведучий: Легенда продовжується                   | Anchorman 2: The Legend Continues               | Рон Борганді                    |
| 2013      | тф |                                                      | CMT Artists of the Year                         | Рон Борганді                    |
| 2014      | мф | Лего. Фільм                                          | The Lego Movie                                  | різні ролі                      |
| 2014      | с  | Трофеї Вавилона                                      | The Spoils of Babylon                           | Ерік Джонрош / шах              |
| 2014      | с  | Ласкаво просимо до Швеції                            | Welcome to Sweden                               | Вілл Феррелл                    |
| 2015      | с  | П'яна історія                                        | Drunk History                                   | Рональд Дал                     |
| 2015      | с  | Остання людина на Землі                              | The Last Man on Earth                           | Гордон                          |
| 2015      | тф | Фатальне усиновлення                                 | A Deadly Adoption                               | Роберт Бенсон                   |
| 2015      | ф  | Тримайся                                             | Get Hard                                        | Джеймс                          |
| 2015      | ф  | Хто в домі тато                                      | Daddy's Home                                    | Бред Вітакер                    |
| 2016      | ф  | Расс і Роджер знімають «Виворіт долини ляльок»       | Russ & Roger Go Beyond                          | Расс Меєр                       |
| 2016      | ф  | Зразковий самець 2                                   | Zoolander 2                                     | Джекобім Мугату                 |
| 2017      | ф  | Операція «Казино»                                    | The House                                       | Скот Йогансен                   |
| 2017      | ф  | Хто в домі тато 2                                    | Daddy's Home 2                                  | Бред Вітакер                    |
| 2018      | ф  | Голмс та Ватсон                                      | Holmes & Watson                                 | Шерлок Голмс                    |
| 2019      | мф | Lego Фільм 2                                         | The Lego Movie 2: The Second Part               | Президент Бізнес                |
| 2019      | ф  | Зеровілль                                            | Zeroville                                       | Ронделл                         |
| 2020      | ф  | Пісенний конкурс Євробачення: Історія вогненної саги | Eurovision Song Contest: The Story of Fire Saga | Ларс Еріксонґ                   |
| 2021      | с  | Терапія без кордонів                                 | The Shrink Next Door                            | Мартін Марковіц                 |
| 2022      | ф  | Дух Різдва                                           | Spirited                                        | привид теперішнього             |
| 2023      | ф  | Барбі                                                | Barbie                                          | СЕО                             |
| 2023      | ф  | Кудлаті перці                                        | Strays                                          | Реггі (голос)                   |
| 2023      | ф  |                                                      | Quiz Lady                                       | Террі Мак-Тір                   |
| 2024      | мф | Нікчемний Я 4                                        | Despicable Me 4                                 | Максим Ле Маль                  |

### Сценарист, продюсер
| Рік       |     | Українська назва                                     | Оригінальна назва                               | Роль                           |
| --------- | --- | ---------------------------------------------------- | ----------------------------------------------- | ------------------------------ |
| 1998      | ф   | Ніч у Роксбері                                       | A Night at the Roxbury                          | сценарист                      |
| 2004      | ф   | Телеведучий: Легенда про Рона Борґанді               | Anchorman: The Legend of Ron Burgundy           | сценарист                      |
| 2004      | в   | Прокиньтеся, Рон Бургунді: Втрачений фільм           | Wake Up, Ron Burgundy: The Lost Movie           | сценарист                      |
| 2006      | ф   | Ріккі Боббі: Король дороги                           | Talladega Nights: The Ballad of Ricky Bobby     | сценарист, виконавчий продюсер |
| 2007      | ф   | Лихач                                                | Hot Rod                                         | виконавчий продюсер            |
| 2007      | кф  | Хороший поліцейський, дитячий поліцейський           | Good Cop, Baby Cop                              | сценарист, продюсер            |
| 2007      | кф  | Землевласник                                         | The Landlord                                    | сценарист, продюсер            |
| 2008      | кф  |                                                      | It's the Ass 'n Balls Show!                     | сценарист, продюсер            |
| 2008      | кф  | Періс Гілтон реагує на оголошення Маккейна           | Paris Hilton Responds to McCain Ad              | виконавчий продюсер            |
| 2008      | кф  | Зелена команда                                       | Green Team                                      | сценарист, продюсер            |
| 2008      | кф  |                                                      | High-Five Hollywood!                            | продюсер                       |
| 2008      | кф  |                                                      | Prop 8: The Musical                             | продюсер                       |
| 2008      | ф   | Зведені брати                                        | Step Brothers                                   | сценарист, виконавчий продюсер |
| 2009      | ф   | Продавець                                            | The Goods: Live Hard, Sell Hard                 | продюсер                       |
| 2009      | кф  | Кажан б'ється з Віллом Ферреллом                     | Bat Fight with Will Ferrell                     | сценарист, виконавчий продюсер |
| 2009      | кф  |                                                      | A Gaythering Storm                              | виконавчий продюсер            |
| 2009      | док | Віїлл Феррелл: Ласкаво просимо до Америки            | Will Ferrell: You're Welcome America            | сценарист, виконавчий продюсер |
| 2009—2013 | с   | На дні                                               | Eastbound & Down                                | виконавчий продюсер            |
| 2010      | с   | Брати Карпет                                         | Carpet Bros                                     | виконавчий продюсер            |
| 2010      | с   | П'яна історія                                        | Drunk History                                   | виконавчий продюсер            |
| 2010      | с   | Велике Озеро                                         | Big Lake                                        | виконавчий продюсер            |
| 2010—2011 | с   | Між двома папоротями із Заком Галіфіанакісом         | Between Two Ferns with Zach Galifianakis        | виконавчий продюсер            |
| 2010—2011 | с   | Телеканал «Гори у Пеклі»                             | Funny or Die Presents...                        | сценарист, виконавчий продюсер |
| 2010      | ф   | Копи на підхваті                                     | The Other Guys                                  | продюсер                       |
| 2010      | ф   | Удар по невинності                                   | The Virginity Hit                               | продюсер                       |
| 2010      | кф  | Сутенери не плачуть                                  | Pimps Don't Cry                                 | сценарист                      |
| 2010      | кф  | Еволюція Алісси Мілано: Берег Джерсі                 | Alyssa Milano's Evolution: Jersey Shore         | виконавчий продюсер            |
| 2010      | кф  |                                                      | Asian Conan Ep. 1                               | виконавчий продюсер            |
| 2011      | кф  | Щоденник Брікс Новакс                                | Brick Novax's Diary                             | виконавчий продюсер            |
| 2011      | кф  | Дорога жінка                                         | Dear Woman                                      | сценарист                      |
| 2011      | с   | Папанатос                                            | Papanatos                                       | сценарист                      |
| 2012      | с   |                                                      | hunt9100                                        | сценарист                      |
| 2012      | ф   | Фільм на мільярд доларів Тіма та Еріка               | Tim and Eric's Billion Dollar Movie             | продюсер                       |
| 2012      | ф   | Холостячки                                           | Bachelorette                                    | продюсер                       |
| 2012      | ф   | У будинку батька                                     | Casa de mi Padre                                | продюсер                       |
| 2012      | ф   | Брудна кампанія за чесні вибори                      | The Campaign                                    | продюсер                       |
| 2013      | ф   | Мисливці за відьмами                                 | Hansel and Gretel: Witch Hunters                | продюсер                       |
| 2013      | ф   | Телеведучий: Легенда продовжується                   | Anchorman 2: The Legend Continues               | сценарист, продюсер            |
| 2013      | тф  | Допомога                                             | Assistance                                      | виконавчий продюсер            |
| 2013—2015 | с   | П'яна історія                                        | Drunk History                                   | виконавчий продюсер            |
| 2014      | с   | Трофеї Вавилона                                      | The Spoils of Babylon                           | виконавчий продюсер            |
| 2014      | с   | Погана суддя                                         | Bad Judge                                       | виконавчий продюсер            |
| 2014      | ф   | Теммі                                                | Tammy                                           | продюсер                       |
| 2014      | ф   | Ласкаво просимо до мене                              | Welcome to Me                                   | продюсер                       |
| 2014      | тф  | Управління польотом                                  | Mission Control                                 | виконавчий продюсер            |
| 2015      | тф  | Фатальне усиновлення                                 | A Deadly Adoption                               | виконавчий продюсер            |
| 2015      | ф   | Спати з іншими людьми                                | Sleeping with Other People                      | продюсер                       |
| 2015      | ф   | Тримайся                                             | Get Hard                                        | продюсер                       |
| 2015      | с   | Трофеї перед смертю                                  | The Spoils Before Dying                         | виконавчий продюсер            |
| 2015      | с   |                                                      | The Chris Gethard Show                          | виконавчий продюсер            |
| 2015      | док | Феррелл виходить на поле                             | Ferrell Takes the Field                         | виконавчий продюсер            |
| 2015      | ф   | Хто в домі тато                                      | Daddy's Home                                    | продюсер                       |
| 2016      | ф   | Мішель Дарнелл                                       | The Boss                                        | продюсер                       |
| 2018      | ф   | Влада                                                | Vice                                            | продюсер                       |
| 2019      | ф   | Стриптизерки                                         | Hustlers                                        | продюсер                       |
| 2020      | ф   | Пісенний конкурс Євробачення: Історія вогненної саги | Eurovision Song Contest: The Story of Fire Saga | сценарист, продюсер            |
| 2023      | ф   |                                                      | Quiz Lady                                       | продюсер                       |
| 2023      | ф   | Травень, грудень                                     | May December                                    | продюсер                       |

## Гонорари
- Рікі Боббі: Король дороги (2006) $20,000,000[6]
- Чаклунка (2005) $20,000,000[6]
- Бий і кричи (2005) $20,000,000[6]
- Телеведучий (2004) $7,000,000[6]